# Boissets
Boissets è un comune francese di 282 abitanti situato nel dipartimento degli Yvelines, nella regione dell'Île-de-France.
Il territorio comunale ospita le sorgenti del fiume Vaucouleurs.

## Storia
Boissets fu occupata nel 1590 dall'esercito del capo della Lega, Carlo di Guisa, duca di Mayenne, che si preparava alla battaglia di Ivry e patì saccheggi.
Fino alla seconda guerra mondiale, l'oratorio di Sant'Oddone era oggetto di pellegrinaggi popolari. Questo santo era invocato nei casi di siccità per ottenere la pioggia.
Il comune faceva parte del cantone di Houdan, ora soppresso (dal 2015), dal 1802; oggi (2021) appartiene al Cantone di Bonnières-sur-Seine.

## Società

### Evoluzione demografica
Abitanti censiti